# Hans Grüninger

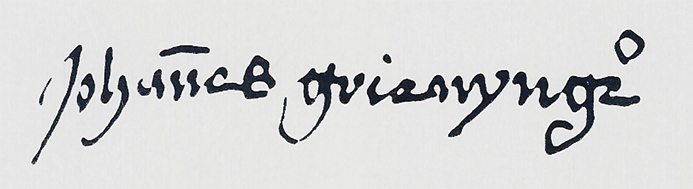
Signatur von „Johannes Grienynger“ unter einem Brief an den Nürnberger Drucker Hans Koberger (1524)

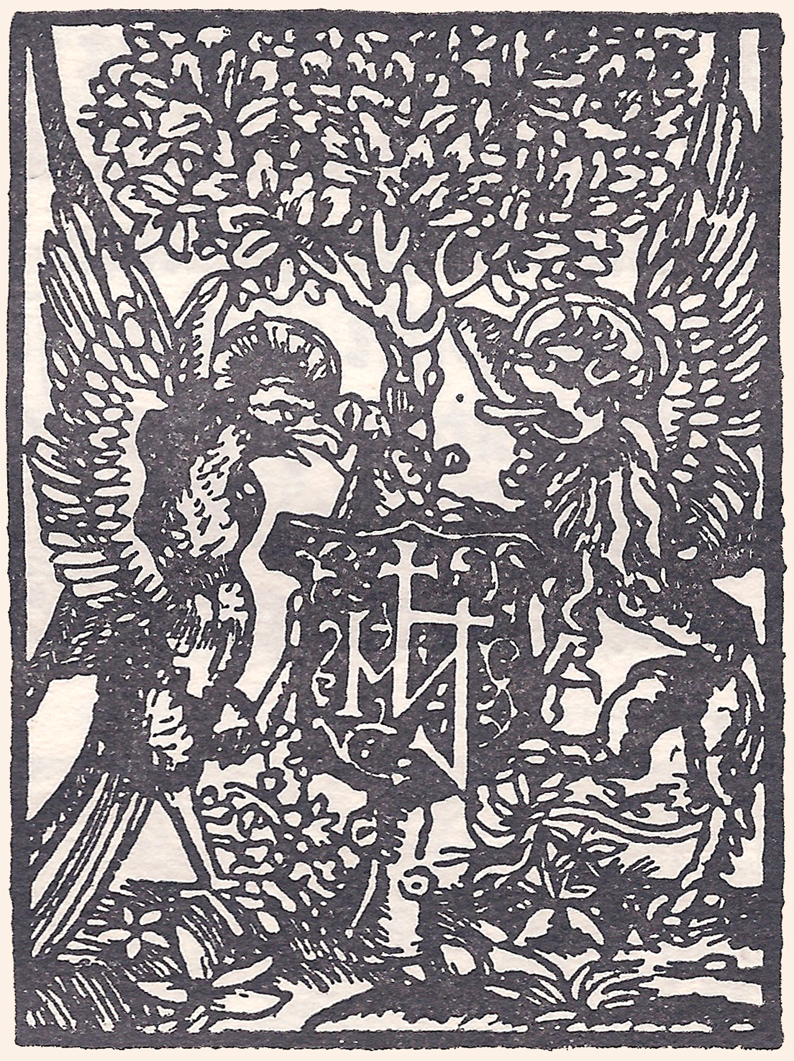
Monogramm von Markus und Johannes Reinhard alias Grüninger (um 1492). Der Adler steht für Johannes, der Löwe für Markus

Johann(es) Reinhard, alias Hans Grüninger oder Johann(es) Grüninger (* um 1455 in Grüningen; † um 1532 in Straßburg), war ein schwäbischer Buchdrucker und Verleger, der sich in Straßburg selbständig gemacht hatte. Er publizierte mehrere Bestseller, wie zum Beispiel den „Eulenspiegel“, und trug maßgeblich zur Etablierung der Kontinentbezeichnung „Amerika“ bei.

## Herkunft, Leben und Werk

### Müllersohn aus Grüningen

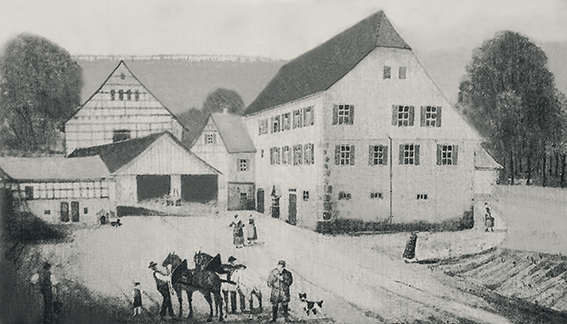
Obere Mühle in Markgröningen, in der Grüninger aufgewachsen sein soll

Hans Grüninger (auch „Johannes Grienynger“), der sich nach seiner Heimatstadt Grüningen („Margt Grienyngen“) benannte, entstammte der alteingesessenen Familie Reinhard (meist „Renhart“ geschrieben), die im 15. und 16. Jahrhundert im Besitz der „Renharts-Mühle“ an der Glems bei Markgröningen war. In der Mühle wurde er vermutlich geboren und besuchte, offenbar mit Unterstützung der Heinrich-Volland-Stiftung „für arme Schüler“, die Grüninger Lateinschule. Bei der Schatzung von 1471 gab der „Renhart Müller“ ein Vermögen von lediglich 40 Gulden an und zählte damit zur „gehobenen Unterschicht“ (überwiegend Handwerker). Ein Bruder oder Neffe Grüningers wird noch 1528 „Renhart Müller“ genannt.
Mit dem Magister Heinrich Grininger, der zum Ende des 15. Jahrhunderts in Nürnberg als „Lehrer der Oratorie und Poesie angestellt war“ und 1500 eine „Epitome de generibus nominum“ herausgab, und „Claus Grieninger zu Heudorf in der Grafschaft Möskirch“ könnte Hans Grüninger laut ADB verwandt gewesen sein, teilte vermutlich aber nur den namengebenden Herkunftsort mit ihnen.

### Beruflicher Werdegang

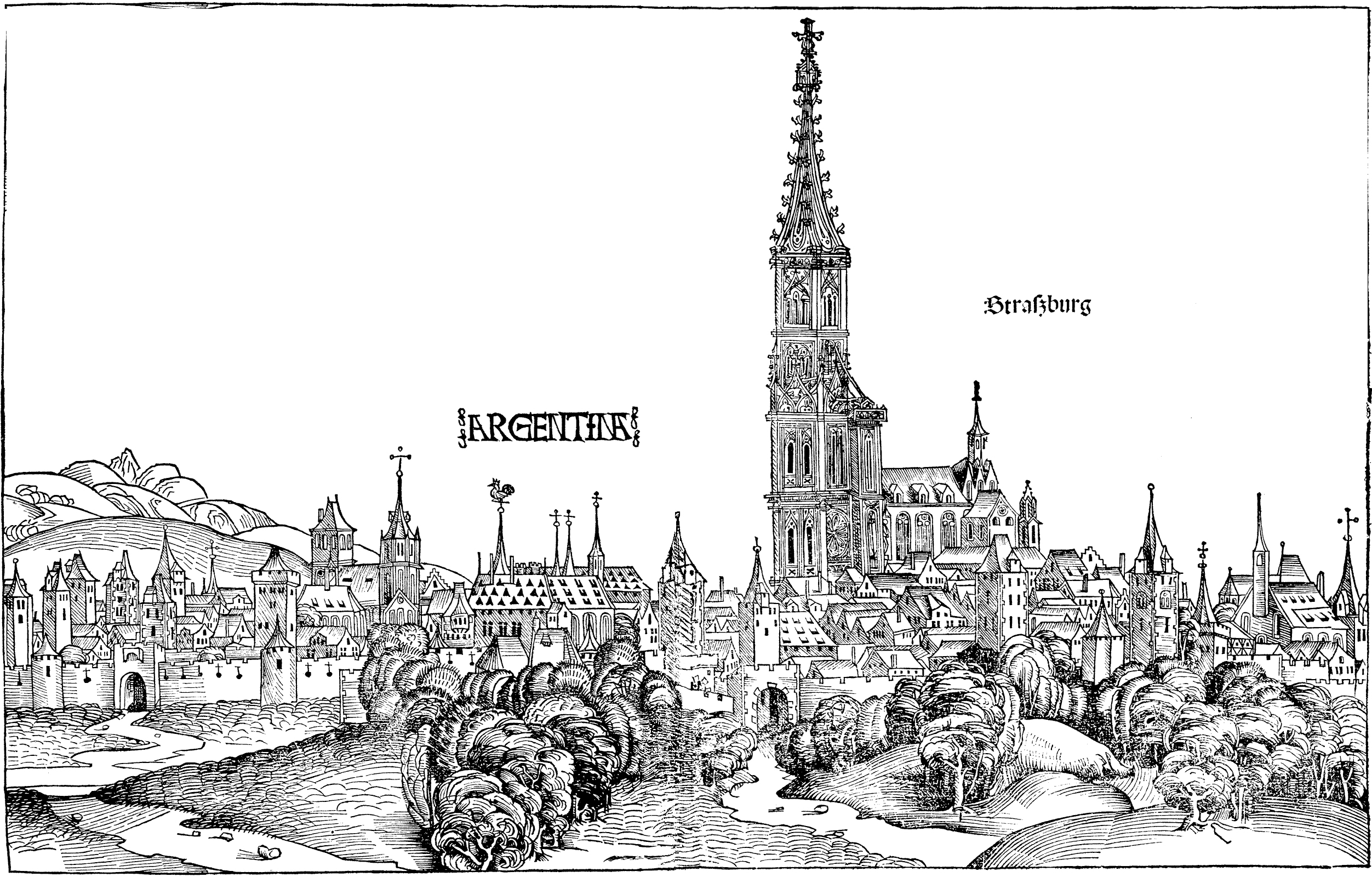
Reichsstadt Straßburg um 1490

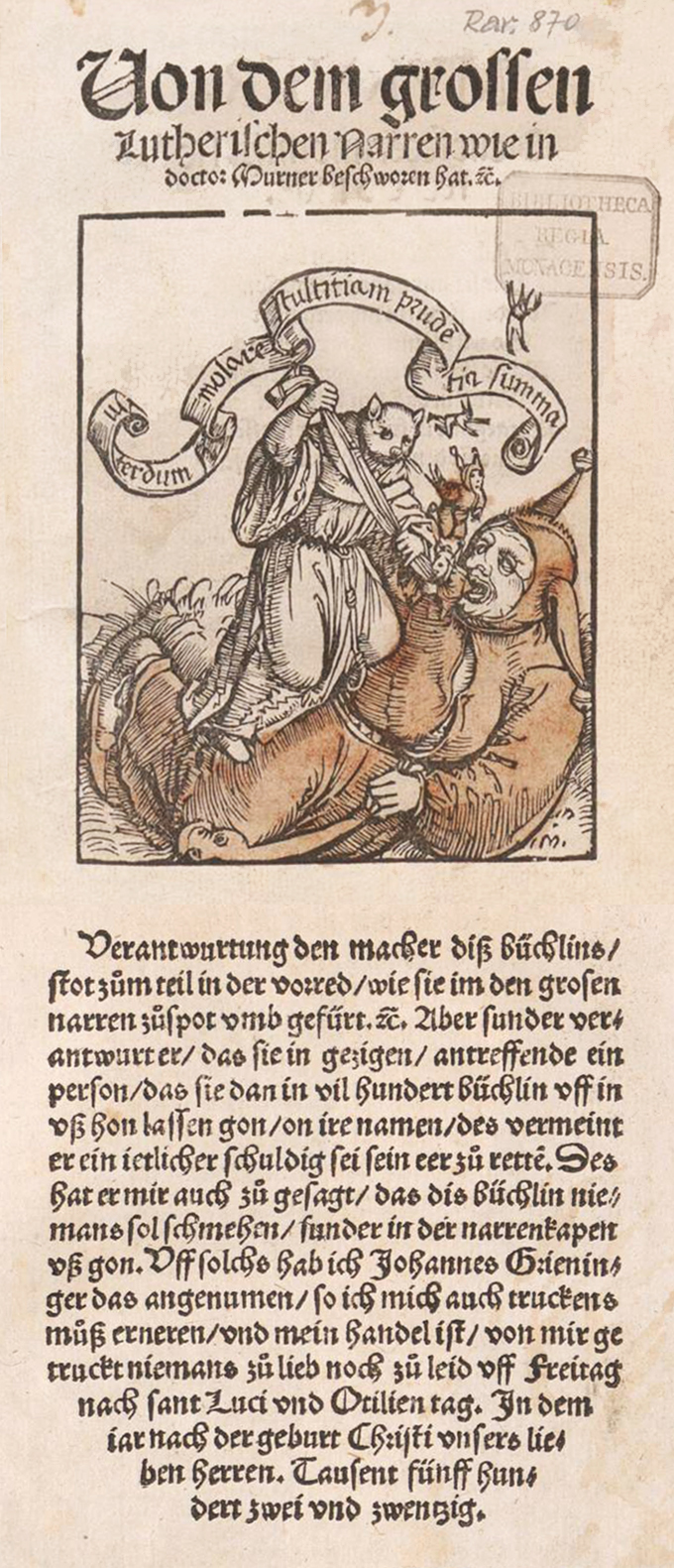
Titel von Murners Luther-Polemik und Grüningers Schlusswort (1522)

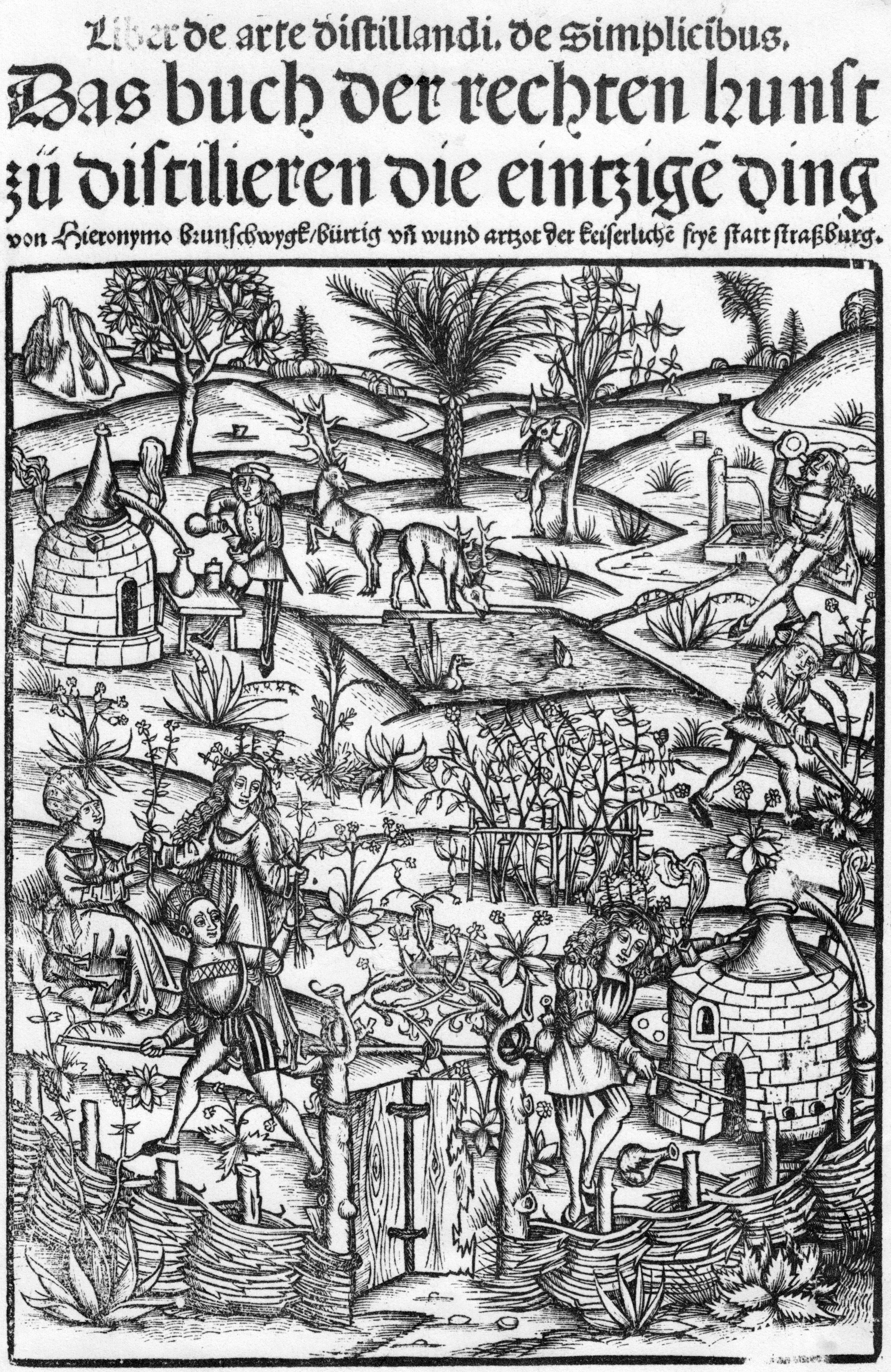
Hieronymus Brunschwig Titelbild des Kleinen Destillierbuchs 1500

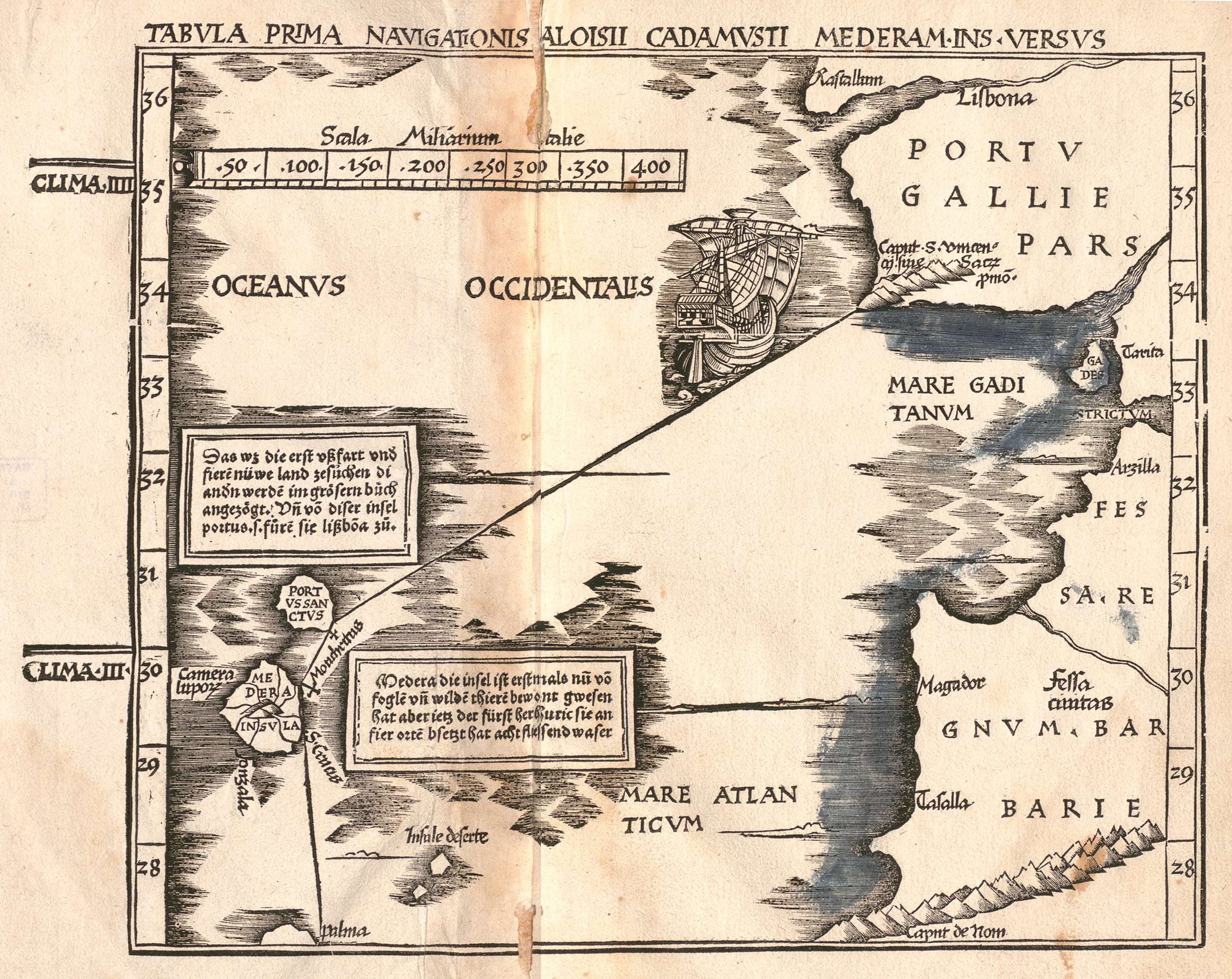
„Mercarthe“ des Ostatlantiks mit der Insel Madeira (nach Waldseemüller)

Seine Lehrjahre verbrachte Grüninger mutmaßlich in Nürnberg, Speyer und Straßburg und wurde in Venedig zum „Maistro“ der „Schwarzen Kunst“. Um 1480 wirkte er in Basel, wo „Johannes von Grüningen, der Drucker“ von der Witwe seines venezianischen Weggefährten Erhard Goldsmid wegen nicht beglichener Schulden für Kost und Logis in Höhe von zehn Gulden vor Gericht zitiert wurde. 1482 erschien Grüninger schließlich in Straßburg, wo er das Bürgerrecht und ein Haus in der Schlauchgasse erwarb. Hier gründete er eine eigene Druckerei zur Herstellung illustrierter Bücher und Flugschriften sowie einen Verlag mit Verkaufsbude am Münster. Sein Startkapital könnte zum Teil aus der Mitgift einer Straßburger Bürgertochter bestanden haben; über seine Ehe(n) ist allerdings nichts bekannt. In der weltoffenen Reichsstadt verkehrten damals viele Intellektuelle, die dem Druckhandwerk reichlich Aufträge bescherten.
Etwa ab 1483 wirkte er zusammen mit seinem Bruder Markus Reinhard, einem Meister des Holzschnitts, der seine Laufbahn in Straßburg begonnen hatte und als Mitinhaber einer Druckerei in Lyon wertvolle Erfahrungen gesammelt hatte. Um 1491 eröffnete Markus eine eigene Druckerei im elsässischen Kirchheim, die 1495 allerdings bereits ein Nachfolger betrieb. Von der brüderlichen Partnerschaft zeugen ein gemeinsames Monogramm, die Verwendung Lyoneser Lettern und die Verbesserung der Holzschnitte.
Grüningers Lettern waren durch ihre schöne Gestalt und Deutlichkeit bekannt. Er verwendete 25 Schriftarten; als besonders bemerkenswert hält Funke seine gotische Type nach Lyoneser Art. Da er in seiner Offizin keine griechischen Lettern vorhielt, wurden diese im Bedarfsfall (z. B. bei Lochers Libri philomusi) in Holz geschnitten. Grüningers Holzschnitte für die Illustrationen, die anfangs von eher bescheidener Qualität waren, ähnelten schließlich Kupferstichen. Für den Qualitätszuwachs sorgten neben Markus Reinhart unter anderen der sogenannte Terenz-Meister und auch Hans Baldung Grien, der 1509 von Schwäbisch Gmünd nach Straßburg übersiedelte.

## Publikationen
In seiner Zeit in Straßburg druckte Grüninger zahllose Flugschriften und rund 300 größere Werke, die er oft auch verlegte: Volksbücher, Legenden, Komödien, „Romane“ (meist in Versform), Wörterbücher und wissenschaftliche Werke, darunter vor allem medizinische, geographische und geistliche Schriften. Er arbeitete sowohl im Auftrag als auch auf eigene Rechnung. Einige seiner Autoren blieben anonym. Mitunter brachte er sich auch selbst als Co-Autor ein, was er aber nicht kenntlich machte.

### Philosophische und geistliche Literatur
Neben lateinischen Klassikern druckte Grüninger auch Werke der Humanisten seiner Zeit, zum Beispiel von Jakob Wimpheling, Sebastian Brant und Ulrich von Hutten, desgleichen die Moralpredigten von Johann Geiler von Kaysersberg.

#### Grüninger-Bibel
Aus seinem Offizin stammt zudem die zehnte deutsche Bibel: die im Mai 1485 erstmals erschienene »Grüninger-Bibel«. Sie war die erste gedruckte Bibel im Hand-Format und wurde wegen ihrer Handlichkeit auf lange Zeit richtungsweisend für den Druck von Familien- und Hausbibeln. 1526 kam bei ihm das unter anderem von Heinrich Vogtherr d. Ä. illustrierte katholische »Neue Testament« heraus.

#### Aeneis
Die von Grüninger gedruckte Ausgabe der Aeneis integriert neben den Text in lateinischer Sprache zum ersten Mal auch großformatige, anschauliche Holzschnitte, die als „Verstehhilfe“ fungierten. Sebastian Brant schrieb dazu die Vorrede und äußerte sich zu den Illustrierungen wie folgt: „Hier kann der Gelehrte die Geschichten und Erfindungen lesen, und nicht weniger kann der Ungelehrte sie lesen.“ Das im Quart-Format gedruckte Buch erschien in Straßburg 1502 unter dem Titel Publij Virgilij maro[n]is opera cum quinque vulgatis commentariis.

#### Murners Luther-Polemik
Der Reformation trat Grüninger im Gegensatz zu den meisten Straßburger Bürgern nicht bei. Er publizierte Schriften für und gegen Martin Luther, darunter im Dezember 1522 auch die antireformatorische Polemik Von dem großen Lutherischen Narren von Thomas Murner. Quasi unter der Narrenkappe hatte dieser Theologe eine 4800 Verse umfassende Schmähschrift verfasst, die einerseits als „geistreichste Anklageschrift gegen die Reformation schlechthin“ gefeiert wurde, andererseits für helle Empörung unter den zahlreichen ortsansässigen Sympathisanten der Reformation sorgte. Beide von Grüninger gedruckte Auflagen wurden denn auch vom Straßburger Magistrat verboten und beschlagnahmt. Dass er vorab mit Ärger rechnete, zeigt Grüningers distanzierendes Schlusswort, in dem er die Narrenfreiheit anführte und seine Neutralität als Drucker betonte, der sich schließlich vom Drucken ernähren müsse (siehe Abbildung).
Murners Bruder, der Drucker Beatus Murner, der um 1510 Straßburg verließ und sich in Frankfurt am Main selbstständig machte, könnte bei Grüninger in die Lehre gegangen sein.

### Heilkundliche Schriften
Grüninger druckte etliche medizinische Publikationen, insbesondere von Hieronymus Brunschwig und Lorenz Fries, die beide zeitweise in Straßburg ansässig waren und offenbar in freundschaftlichem Kontakt mit ihm standen.
Hieronymus Brunschwig:
- Das Buch der Cirurgia. Hantwirckung der Wundartzney. Straßburg 1497. Digitalisat
- Liber de arte distillandi de simplicibus (Kleines Destillierbuch) in drei Bänden. 1. Auflage: Straßburg, den 8. Mai 1500, weitere erweiterte Aufl. 1505, 1509, 1515, 1521, 1528 und 1531. Digitalisat.
- Liber pestilentialis de venenis epidimie. Das buch der vergift der pestilentz. Straßburg, 18. August 1500.
- Liber de arte Distillandi de Compositis: Das Buch der waren Kunst zu distillieren. Straßburg  1512. Digitalisat (PDF 76 MB).[22]

Lorenz Fries:
- Spiegel der Arznei. Straßburg, 1. Auflage 1518, 2. Aufl. 1519, 3. Aufl. 17. März 1529, Digitalisat (1518)
- Traktat der Wildbäder Natur. Straßburg, 24. Juli 1519;
- Synonyma und Auslegung der Wörter in der Arznei. Straßburg, 29. Nov. 1519.
- Ars memorativa. Straßburg, 7. März 1523. und Ein kurzer Bericht wie man das Gedächtnis stärken mag. Straßburg, 12. März 1523.

Auch der das erste in deutscher Sprache gedruckte Kräuterbuch, der Gart der Gesundheit von Johann Wonnecke von Kaub, erstmals erschienen 1485 in Mainz, wurde in Straßburg zweimal von Grüninger nachgedruckt.

### Geographische und astrologische Werke
Bereits 1509 brachte Grüninger ein Buch mit Reiseberichten von „Americus Vespucius zu Lißbon“ über die „Neue Welt“ heraus. Zusammen mit Fries, der auch als Geograph und Astrologe wirkte, publizierte Grüninger schließlich die Karten von Martin Waldseemüller in verkleinerter Form und dazu den Erläuterungsband „Uslegung der Mercarthen oder Cartha Marina“ in vier bekannten, von 1525 bis 1531 erschienenen Auflagen. Mit dem handlicheren Druck der in Einzelblätter aufgeteilten Weltkarte und den deutschen Erläuterungen machten Grüninger und Fries den Kenntnisstand über die neuesten Entdeckungen einem breiteren Publikum zugänglich und trugen maßgeblich zur Etablierung der Kontinentbezeichnung „Amerika“ bei.
In dem im Vergleich zum vorangehenden Kapitel über „Gallia“ oder zum nachfolgenden über „Gretia“ überdimensionierten Kapitel 52 über Grüningers Heimatstadt „Grienyngen“ streute der Verleger und Drucker in der zweiten Auflage detaillierte Kenntnisse und laut Riße wohl auch familiäre Aspekte ein: Die herausgehobene Familie „Reim“ sei möglicherweise von gleicher Herkunft wie die „Reinhards“.
Seine Heimatstadt verdankt Grüninger, der laut Riße, vermutlich im Rahmen einer Geschäftsreise nach Frankfurt oder Nürnberg, um 1525 nochmals in Grüningen gewesen sein muss, damit die erste geographische Beschreibung und einige wertvolle historische Belege: insbesondere zur Genese der Vorsilbe „Mark(t)“.
Im 106. Kapitel derselben Ausgabe (1527) schrieb Fries über „Suevia“, dass es ein „schönes, tapferes, arbeitsames Volk, welches weit wandelt“, habe. Damit lieferte er einen Beleg, wie alt gewisse Klischees bereits sind, und nährt wegen des patriotischen Einschlags die bislang nicht belegte Vermutung, dass er selbst schwäbischer Herkunft war. Es sei denn, dass auch dieses Kapitel aus Grüningers Feder stammte. 
Die geplante weit ausführlichere Fassung der Beschreibung der Karten konnte Grüninger nicht realisieren, weil Fries nach der ersten Auflage (1525) Straßburg verlassen hatte.

### Belletristik
Das Buch Ein kurtzweilig Lesen von Dyl Ulenspiegel, geboren uß dem Land zu Brunßwick, wie er sein leben volbracht hat … soll erstmals um 1500 gedruckt worden sein. Die ältesten erhaltenen Fassungen stammen aus den Jahren 1510/11 und 1515. Den ersten authentisch-gesicherten Hinweis bietet das Kolophon der Straßburger Eulenspiegelausgabe von 1515: „Getruckt von Johannes Grieninger in der freien stat Straßburg vff sant Adolffo tag Im iar MCCCCCXV.“ Dieser Vorläufer des klassischen Schelmenromans entwickelte sich zu einem „Weltbestseller“ und wurde noch zu Grüningers Lebzeiten in etliche europäische Sprachen übersetzt. Der Urheber blieb anonym. Die bislang publizierten Theorien zur Autorenschaft ließen außer Acht, dass Grüninger zwischen 1497 und 1521 eine intensive Zusammenarbeit mit Hieronymus Brunschwig pflegte, dessen sowohl im Buchtitel („uß dem Land zu Brunßwick“) erwähnter als auch in seinem Nachnamen dokumentierter Herkunftsort eine genauere Kenntnis der im Braunschweiger Umland überlieferten Ulenspiegel-Legende nahelegen könnte.
Ab 1496 publizierte Grüninger Komödien von Terenz und 1500 Die Königstochter von Frankreich, ein zwischen 1400 und 1410 von Hans von Bühel geschaffenes, rund 15.000 Verse umfassendes Epos, dessen Handlung der Stoff von Mai und Beaflor zugrunde liegt.
Zu den Bestsellern aus Grüningers Druckerei gehörte außerdem das von Jakob Locher 1497 ins Lateinische übersetzte Narrenschiff von Sebastian Brant, das der verkehrten Welt durch eine unterhaltsame Schilderung ihrer Laster kritisch den Spiegel vorhielt und europaweit gelesen wurde. 1497 veröffentlichte Grüninger auch Lochers Opuscula: Panegyricus ad Maximilianum Tragoedia de Turcis et Soldano. Dialogus de heresiarchis.

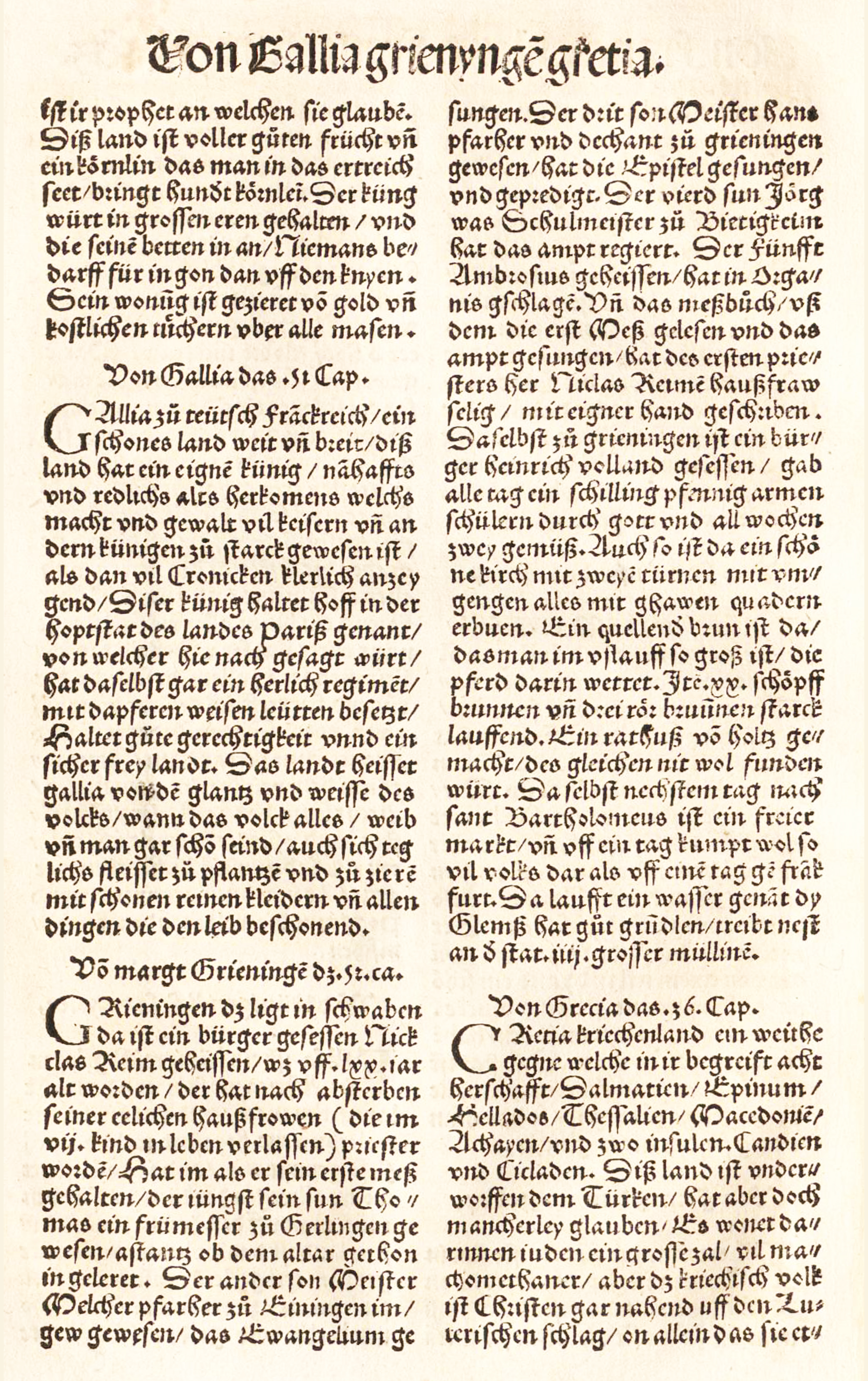
Einschub Grüningers bei Fries über seine Heimatstadt Grienyngen
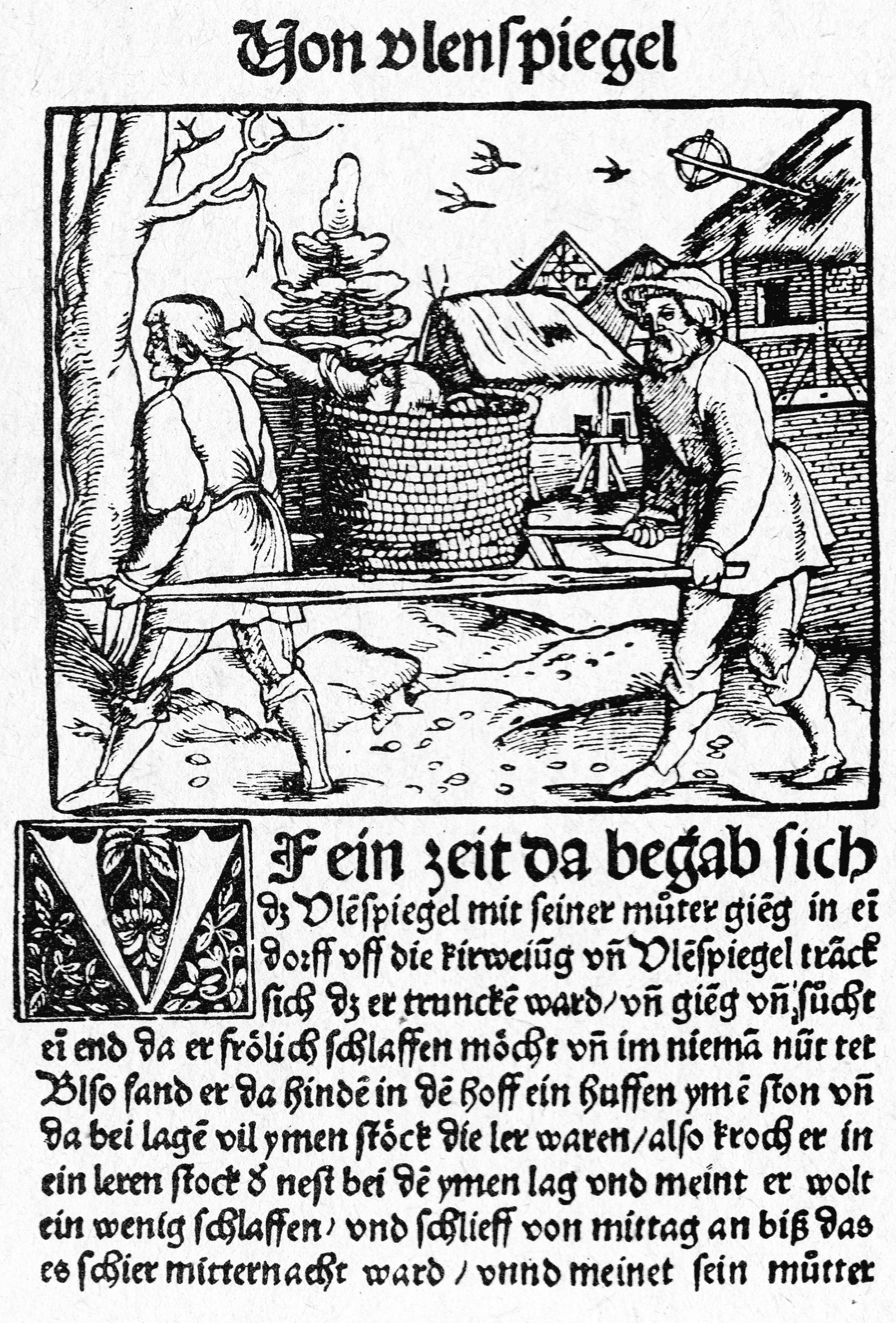
Abbildung aus der Eulenspiegel-Ausgabe von 1515
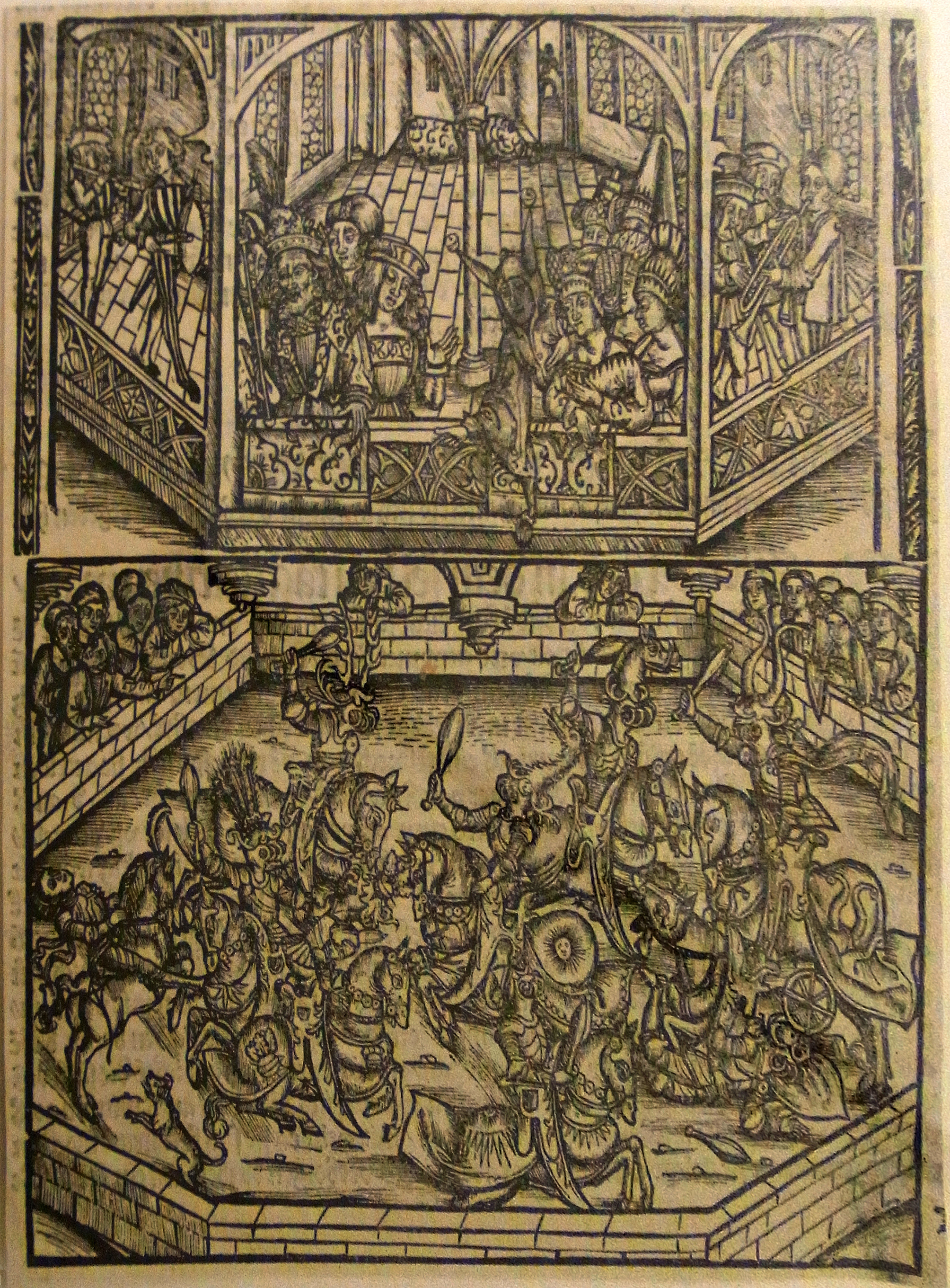
Holzschnitt für Hans von Bühels Königstochter von Frankreich
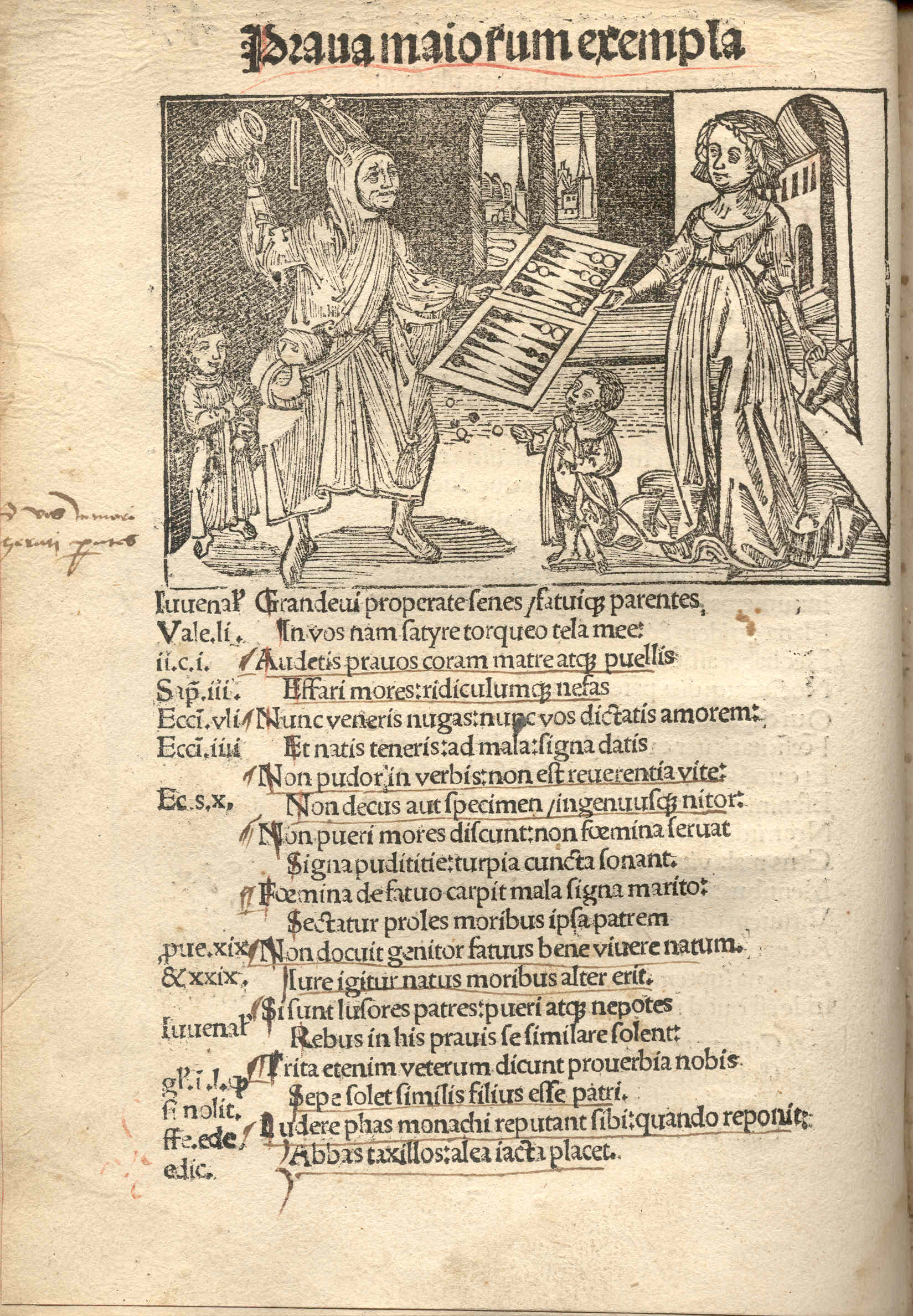
Seite aus Sebastian Brants Narrenschiff (1497)

## Nachfolge
Seine zuvor schon in den Betrieb eingebundenen Söhne Christoph und insbesondere Bartholomäus führten nach Hans Grüningers Tod (1532/33) die Druckerwerkstätte fort. Ein dritter Sohn oder Enkel namens Wolfgang taucht in den Quellen nur 1533 auf, als Bartholomäus und er die väterliche Betriebsstätte am Straßburger Sandplatz an den Drucker Peter Schöffer verkauften. Bartholomäus hatte unter Auftragsrückgängen zu leiden und versuchte sich mit Neuauflagen früherer Bestseller über Wasser zu halten. 1538 musste er seine Druckerei dennoch schließen und zog mit wenigen verbliebenen Holzstöcken nach Colmar. Fünf Jahre später wurde sein unter anderem wegen Zensureingriffen überschuldeter Betrieb jedoch von der Stadt konfisziert und Grüninger aus der Stadt verwiesen. Über seinen weiteren Werdegang ist nichts bekannt.
In Straßburg waren andere Nachkommen Grüningers noch bis zum Jahrhundertende als Drucker tätig: Zuletzt findet sich „Johannes Grüninger, der Buchdrucker“, der 1590 mit Cyriacus Spangenberg als Mitglied der Straßburger Meistersängerzunft genannt wurde.

## Rezeption

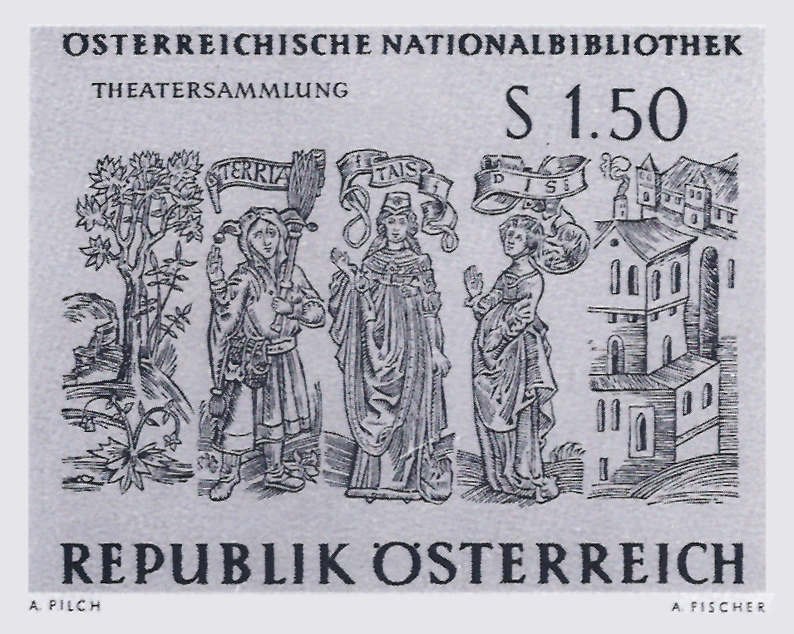
Sondermarke zur Österreichischen Nationalbibliothek mit Holzschnitt-Motiven von Hans Grüninger für die 1496 publizierten Komödien von Terenz

In Markgröningen sind heute das Hans-Grüninger-Gymnasium und der Hans-Grüninger-Weg nach ihm benannt. Der Weg führte zur mittlerweile abgerissenen Oberen Mühle im Glemstal, auch „Renhart-Mühle“ genannt, in der Grüninger alias Reinhard bzw. Renhart laut Römer aufgewachsen sein soll.
Der Arbeitskreis Geschichtsforschung und Denkmalpflege Markgröningen widmete Hans Grüninger im Oktober und November 1988 eine Ausstellung im städtischen Museum. Dafür stellten das Stadtarchiv in Straßburg, die Stadtbibliothek Colmar, die Württembergische Landesbibliothek und weitere Institutionen zahlreiche Dokumente aus Grüningers Geschäftsverkehr und andere Urkunden zur Verfügung. Die Landesbibliothek in Stuttgart hat etwa zwei Drittel aller Bücher Grüningers als Originalausgaben in ihrem Bestand. Besonderen Service bietet die Bayerische Staatsbibliothek in München, die nicht nur Digitalisate im Internet präsentiert, sondern auch hoch aufgelöste PDFs zum Download anbietet.
Die Österreichische Post- und Telegraphenverwaltung wählte aus den Beständen der Theatersammlung der Österreichischen Nationalbibliothek Holzschnitt-Motive von Grüninger für eine Sondermarke aus. Die Marke zeigt drei Figuren aus der Komödie „Eunuchus“ des römischen Dichters Terenz (siehe Abbildung), von Grüninger 1496 publiziert.